# Phare de Big Tignish
Le phare de Big Tignish est un phare actif  à l'embouchure de la rivière Big Tignish dans le Comté de Prince (Province de l'Île-du-Prince-Édouard), au Canada.
Construit en 1881, il a été désactivé en 1997.
Identifiant : ARLHS : CAN-037 - ex-Amirauté : H-1080  .